# Pukiidae
Pukiidae is een familie van ribkwallen uit de klasse van de Tentaculata.

## Geslacht
- Pukia Gershwin, Zeidler & Davie, 2010